# Windischeschenbach
Windischeschenbach er en by i Landkreis Neustadt an der Waldnaab i Regierungsbezirk Oberpfalz i den tyske delstat Bayern.

## Geografi
Byen ligger vest for sammenløbet af floderne Fichtel- og Waldnaab. Det højeste punkt i kommunen er Ritzerberg der er 552 meter højt.

### Inddeling
Ud over Windischeschenbach ligger i kommunen disse landsbyer og bebyggelser:
- Neuhaus
- Dietersdorf
- Bernstein
- Ödwalpersreuth
- Naabdemenreuth
- Nottersdorf
- Harleshof
- Gleißenthal
- Bach
- Berg
- Pleisdorf
- Schweinmühle
- Johannisthal

## Kultur og seværdigheder
Windischeschenbach er kendt som „Porten til Waldnaabtal“, og er etrekreationsområde for vandrere og cyklister. Waldnaabtalmuseum i Burg Neuhaus er et regionalt arkiv for kultur og folkekunst. På Burg Neuhaus er der et 23 m højt tårn ved navn  „Butterfassturm“.

## Videnskab
Uden for regionen er Windischeschenbach kendt for det Kontinentale Dybdeboringsprojekt, hvor man i forskningsøjemed borede over 9 km ned i undergrunden – den dybeste boring i Tyskland.